# CS-6

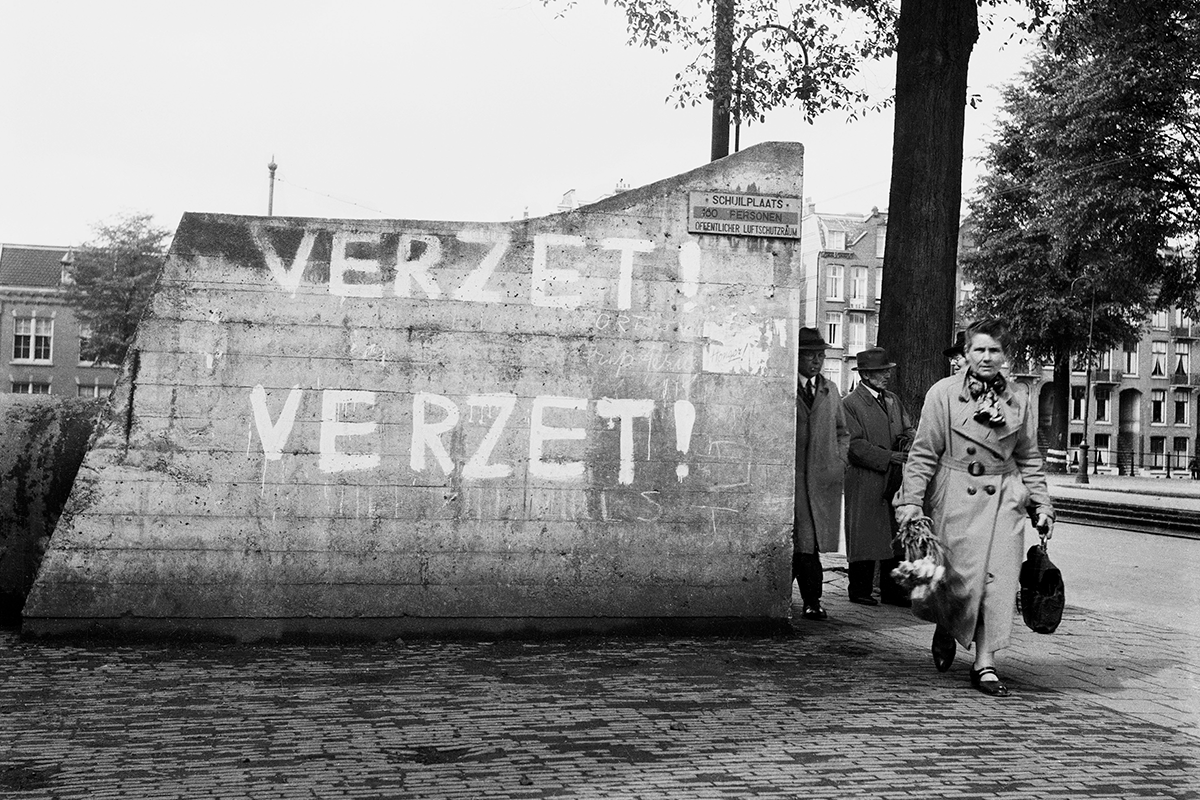
Een oproep van verzet op een betonnen muur van een schuilkelder

CS-6 was de naam van een linkse Amsterdamse verzetsgroep in de Tweede Wereldoorlog. De naam is mogelijk afkomstig van het adres waar de groep zijn oorsprong vond: Corellistraat 6 te Amsterdam. Anderen vinden echter Centre de Sabotage nummer 6 waarschijnlijker. De groep werd in de zomer van 1940 opgericht door de gebroeders Gideon ("Gi") en Jan Karel ("Janka") Boissevain. Nadat hun poging om in juli 1940 naar Engeland te ontkomen was mislukt, keerden zij terug naar hun ouderlijk huis, waar hun moeder al begonnen was Joodse vluchtelingen op te vangen. CS-6 verzamelde wapens en legde zich aanvankelijk toe op sabotage, en later ook op liquidatie van verraders. De groep had nauw contact met de illegale tak van de CPN en er werd ook veelvuldig samengewerkt met de Persoonsbewijzen Centrale en andere onderdelen van het kunstenaars en studenten verzet, zoals Lichting en De Vrije Katheder.

## Activiteiten
Het doodschieten van collaborateurs en verraders was controversieel in het verzet, mede omdat de nazi’s keihard reageerden. Desalniettemin werd begin 1943 binnen CS-6 besloten om te gaan liquideren. Op 5 februari 1943 pleegde Gerrit Kastein samen met Jan Verleun een aanslag op luitenant-generaal Hendrik Seyffardt, de nieuw benoemd gemachtigde voor het Vrijwilligerslegioen Nederland. Seyffardt overleed de volgende dag aan zijn verwondingen, maar had nog wel weten uit te brengen dat de daders 'studenten' waren. Het gevolg was een razzia waarbij honderden studenten werden opgepakt. Deze aanslag vormde de belangrijkste aanleiding voor het starten van de sluipmoorden door de SS met de naam Aktion Silbertanne. Op 7 februari pleegden Kastein en Verleun een aanslag op secretaris-generaal en NSB-lid Hermannus Reydon, waarbij diens vrouw stierf, terwijl Reydon zelf een half jaar later overleed. De moordaanslagen op Seyffardt en Reydon zijn de bekendste van de groep.

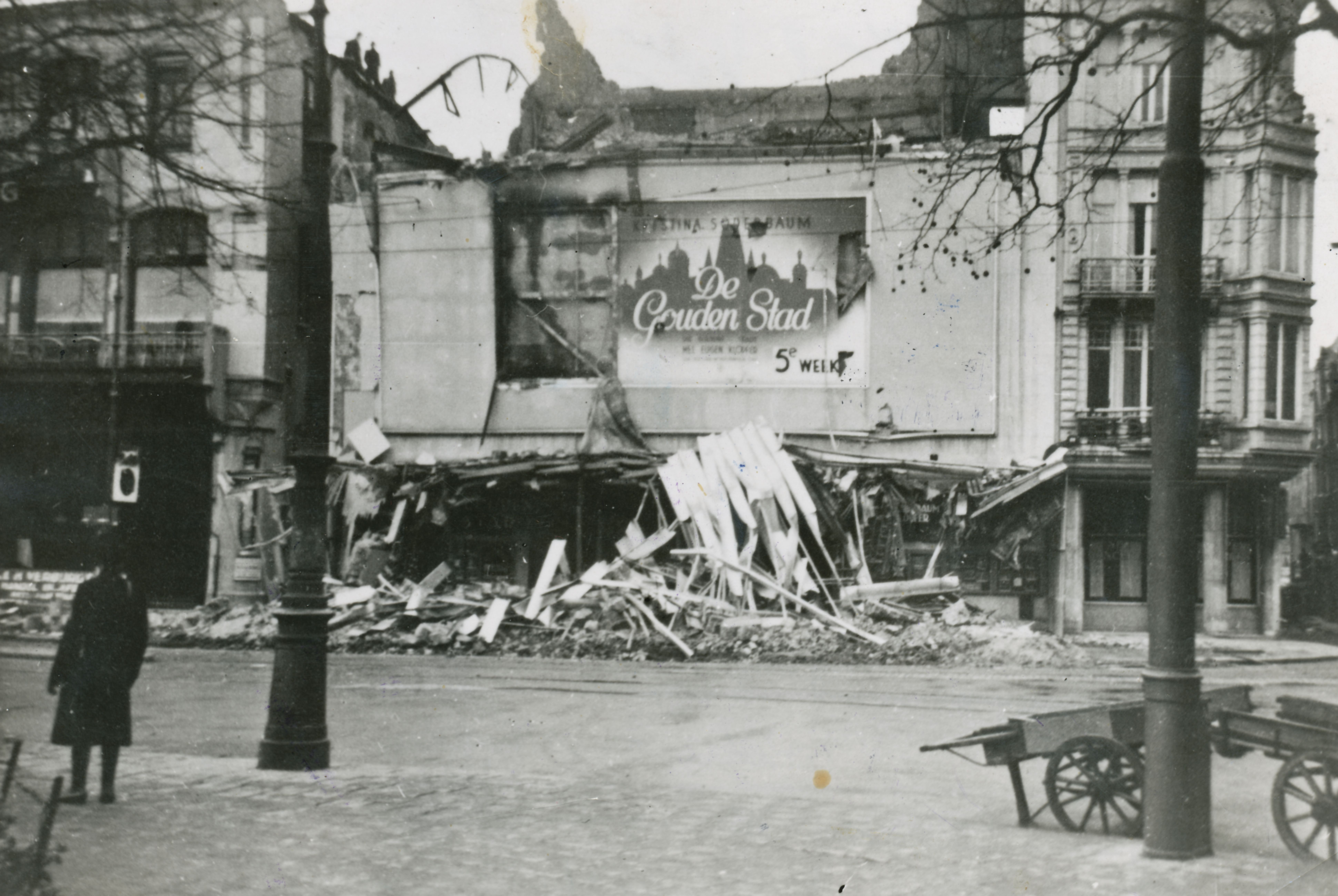
Politieopname van brandstichting Rembrandt bioscoop te Amsterdam.

CS-6 pleegde onder meer aanslagen op depots van inbeslaggenomene radio's, spoorlijnen waarop joden werden gedeporteerd, de Hollandse Schouwburg in Amsterdam, waar gearresteerde joden moesten wachten op hun deportatie naar Westerbork en het NSB-studentenhuis in Amsterdam. Ook wordt vermoed dat CS-6 verantwoordelijk is voor de aanslag op het Amsterdamse Rembrandttheater in 1943. In de nacht van 25 op 26 januari 1943 werd het Rembrandttheater in Amsterdam, waar een Duitse bijeenkomst zou plaatsvinden, door middel van een bom in brand gestoken. Na de brand restte van het gebouw niet meer dan een ruïne.
Twee leden waren intussen naar Londen gestuurd. Daar werden zij ingeschakeld bij het inlichtingenwerk in bezet gebied. Zij liepen bij de eerste de beste actie in de fuik van het Englandspiel.

## Ondergang van CS-6

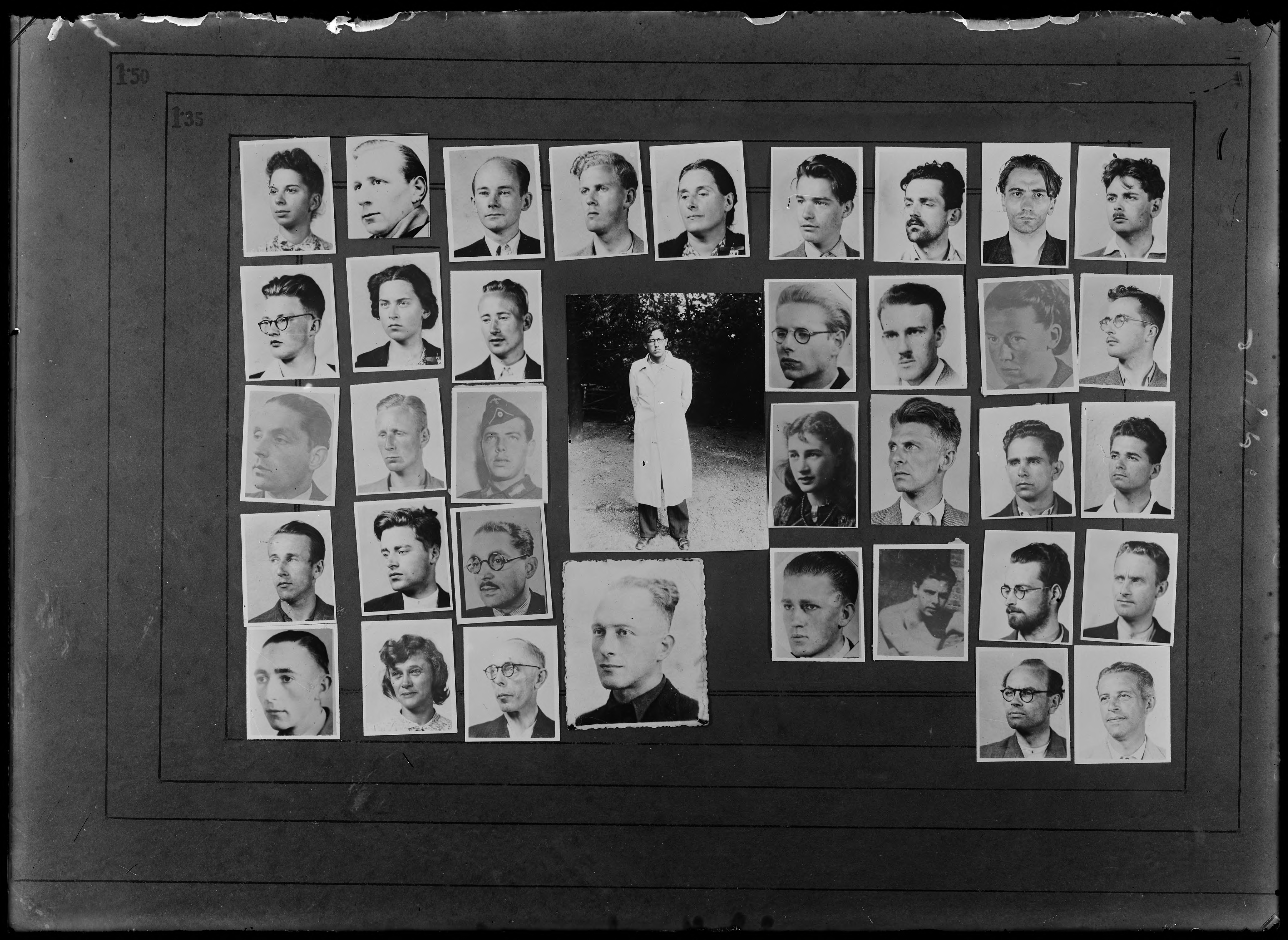
Politiefoto's van leden van het Amsterdamse verzet, waaronder veel CS-6-leden

Kastein viel door verraad van de V-mann Anton van der Waals op 19 februari 1943 in Duitse handen en met hem in korte tijd het merendeel van de groep; zij werden gefusilleerd of stierven in gevangenschap. Het restant van de groep verdubbelde hierna zijn activiteit. Een aanslag op Anton Mussert ging op het laatste moment niet door; tot november 1943 werden echter nog tien aanslagen gepleegd op collaborateurs en politiemensen. Door toedoen van de V-Mann Matthijs Ridderhof kwam aan hun activiteit een einde.
Zwarthandelaar en SD-informant F.H.F Pas uit Soest wordt ook genoemd als verantwoordelijke voor het oprollen van CS-6. Pas verweerde zich in 1947 tegen de aanklacht wegens verraad door zich voor te doen als slachtoffer van een roofoverval in 1943 en later van chantage door leden van CS-6. Volgens de aanklacht zijn door toedoen van Pas de drie verzetsstrijders Walter Brandligt, Toon Broeckman en Joop de Groot gefusilleerd.
Negentien leden van CS-6 zijn in de duinen vanwege hun verzetswerk geëxecuteerd middels een fusillade op 1 oktober 1943. Medio juli 1945 werden in de duinen achter het zogenoemde Helmmonument aan de Zeeweg, op grondgebied van de gemeente Zandvoort, enkele grafkuilen ontdekt en ontsloten. De negentien verzetsstrijders die behoorden tot de kern van verzetsgroep CS-6 rusten op de Eerebegraafplaats Bloemendaal. Jan Verleun, een van de kopstukken en vanaf oktober de leider van wat resteerde van de groep, werd door verraad van Irma Selig op 4 november 1943 opgepakt. Hij werd gemarteld, op 6 januari 1944 ter dood veroordeeld en de daarop volgende dag op de Waalsdorpervlakte gefusilleerd.

## Verzetsgroep
CS-6 telde ruim dertig leden, tot de verzetsgroep behoorden onder meer:
- Jan Karel Boissevain (1920), gefusilleerd op 1 oktober 1943
- Gideon Boissevain (1921), gefusilleerd op 1 oktober 1943
- Frans Boissevain (1923-1981), jongere broer van Jan Karel en Gideon, gearresteerd in 1943, overleefde Dachau
- Louis Daniël Boissevain (1922), (achterneef van Jan Karel, Gideon en Frans), gefusilleerd op 1 oktober 1943
- Mies Boissevain-van Lennep (1896-1965), moeder van Jan Karel, Gideon en Frans, gearresteerd in 1943, overleefde Ravensbrück
- Walter Brandligt (1901), gefusilleerd op 1 oktober 1943
- Cornelia van den Brink-Kossen (1897), in 1943 naar Duitsland vervoerd, overleden 27 oktober 1943, Oranienburg gefusilleerd
- Toon Broeckman (1911), gefusilleerd op 1 oktober 1943
- Leo Frijda (1923), gefusilleerd 1 oktober 1943
- Maarten van Gilse (1916-1943), gefusilleerd op 1 oktober 1943
- Henri Hugo Geul (1916), gefusilleerd op 1 oktober 1943
- Hans Katan (1919), gefusilleerd op 1 oktober 1943
- Johan Cornelis Kalshoven (1922), gefusilleerd op 1 oktober 1943
- Gerrit Willem Kastein (1910-1943), pleegde op 19 februari 1943 zelfmoord tijdens verhoor
- Cato Kuijken-van den Eijnde (1877), vergast op 28 maart 1945
- Ernst Adrianus Klijzing (1923), gefusilleerd op 7 juli 1944
- Tom Koreman (1915), gefusilleerd op 1 oktober 1943
- Bram Kuiper (1922), gefusilleerd op 22 oktober 1943
- Sape Kuiper (1924), broer van Bram, gefusilleerd op 1 oktober 1943
- Truus van Lier (1921), in 1943 naar Duitsland vervoerd, overleden 27 oktober 1943, Sachsenhausen gefusilleerd
- Johannes Michaël Hendrik van Mierlo (1907), gefusilleerd op 1 oktober 1943[9]
- Freek Mulders (1911-1960), gearresteerd in 1942, overleefde Amersfoort en Vught[10]
- Ton Pleijte (1921), gefusilleerd op 1 oktober 1943
- Jan Dirk Pleijte (1923), getransporteerd naar Dachau overleden 21 april 1945[11]
- Pam Pooters (1911), gefusilleerd op 1 oktober 1943
- Reina Prinsen Geerligs (1922), in 1943 naar Duitsland vervoerd, overleden 24 november 1943, Sachsenhausen gefusilleerd
- Marianne van Raamsdonk (1919-2003), gearresteerd in 1943, overleefde Ravensbrück
- Dio Remiëns (1919), gefusilleerd op 1 oktober 1943
- Henk Romeijn (1921), gefusilleerd 5 april 1944 (onbekend waar)
- Hans Roemer (1921), gefusilleerd op 1 oktober 1943
- Irma Sara Seelig (1916), verloofde van Leo Frijda
- Olaf Thingberg Thomsen (1919), gefusilleerd op 1 oktober 1943[12]
- Jan Verleun (1919), gefusilleerd op de Waalsdorpervlakte 7 januari 1944
- Tineke Wibaut-Guilonard (1922-1996),[13] gearresteerd in 1943, overleefde (het Bunkerdrama in) Vught en Ravensbrück